# ロンミー
ロンミー（ベトナム語：Thị xã Long Mỹ / 市社隆美?）はハウザン省にある町である。

## 概要
4つの坊 (phường)と5つの社を有する。
- ビンタイン坊（Bình Thạnh / 平盛）
- トゥアンアン坊（Thuận An / 順安）
- チャーロン坊（Trà Lồng / 茶櫳）
- ヴィントゥオン坊（Vĩnh Tường / 永祥）
- ロンビン社（Long Bình / 隆平）
- ロンフー社（Long Phú / 隆富）
- ロンチ社（Long Trị / 隆治）
- ロンチA社（Long Trị A / 隆治A）
- タンフー社（Tân Phú / 新富）